# Њемачки национални покрет
Њемачки национални покрет (њем. Deutschnationale Bewegung) је настао у Аустроугарској и сматран је за одлучно националистички покрет локалног њемачког становништва. Сљедбеници овог покрета су себе називали њемачким националистима.

## Историја
Њемачки национални покрет у Аустроугарској је имао своје поријекло у губитку њемачке превласти над остатком монархије.
Од буржоарске револуције 1848/49. године, Чеси су тражили политичку, економску и културну једнакост са њемачким говорним становништвом, чије поријекло води од старих привилегија из времена царице Марије Терезије и цара Јозефа II. Од 1870-их до распада државе у октобру 1918. године Аустрију су захватиле унутрашње међунационалне борбе.
Сукоб између њемачког говорног становништва и Чеха довео је од формирања владе аустријског премијера Едуарда Тафе 1879. године, због које Њемачка либерална партија више није учествовала као главни представник њемачке буржоазије.
Њемачки национални покрет је 1879. године општужио Њемачку либералну партију да недовољно заступа права њемачког становништва. Објавила је у сарадњи са велико- и касније пангерманом Георгом фон Шонерером тзв. Линц програм, који је давао посебан статус Далмацији и Галицији, и тако је настао њемачки национализам. Њихов вођа Ритер фон Шонерер, непоколебљиви противник аустријског патриотизма и радикални антисемита, покренуо је 1885. године Аријски параграф и основао 1891. Панњемачко друштво. Његова расне мржња и националистички фанатизам је касније снажно утицао на младог Адолфа Хитлера. Многи каснији оснивачи Њемачког школског друштва су били припадници Њемачког националног покрета.
Због укључивања разних антисемита у покрет, Њемачки национални покрет се 1885. године распадо на двије фракције: Ритер фон Шонерер и његови сљедбеници су били жестоки противници Хебзбуршке монархије, док је већина њемачких националиста и даље остала вјерна политици Аустроугарске.
Њемачки национални покрет је подјељен у касним осамдесетим година 19. вијека на различите странке и организације. Идеје овог покрета су утицале на то да њемачки национализам настави да живи.